# Дебери (Флорида)
Дебери (енгл. DeBary) град је у америчкој савезној држави Флорида. По попису становништва из 2010. у њему је живело 19.320 становника.

## Демографија
Према попису становништва из 2010. у граду је живело 19.320 становника, што је 3.761 (24,2%) становника више него 2000. године.
| Група             | 2000.          | 2010.          |
| Белци             | 14.295 (91,9%) | 16.164 (83,7%) |
| Афроамериканци    | 296 (1,9%)     | 769 (4,0%)     |
| Азијати           | 176 (1,1%)     | 362 (1,9%)     |
| Хиспаноамериканци | 645 (4,1%)     | 1.756 (9,1%)   |
| Укупно            | 15.559         | 19.320         |